# Проєкт Ехо
«Проє́кт Е́хо» (Echo) був першим експериментальним супутником пасивного зв'язку. Обидва американські космічні апарати, запущені у 1960 і 1964 роках, були металевими супутниками-аеростатами, які діяли як пасивні відбивачі мікрохвильових сигналів. Сигнали зв'язку передавалися з одного місця на Землі та відбивалися від поверхні супутника в інше місце на Землі.
Перша передача даних з використанням Echo відбулась із Голдстоуна, Каліфорнія до Кроуфорд-Хілл у Холмдел, Нью-Джерсі 12 серпня 1960 року. Останній супутник Echo зійшов з орбіти та згорів в атмосфері 7 червня 1969 року.

## Передумови
Концепція використання орбітальних супутників для передачі зв'язку вперше була висунута Артуром Кларком у 1945 році. Експерименти з використанням місяця як пасивної відбиваючої проміжної станції для повідомлень почалися у 1946 році. Із запуском у 1957 році «Супутника 1», першого штучного супутника Землі, швидко з'явився інтерес до орбітальних супутників зв'язку.

У липні 1958 року на нараді щодо супутників зв'язку, інженер Лабораторії Белла Джон Пірс виступив із доповіддю про пасивне супутникове реле. Він описав як відбиваюче орбітальне тіло можна використовувати для передачі сигналів від однієї точки на Землі до іншої. Вільям Гейвард Пікерінг, директор Лабораторії реактивного руху (ЛРР), також відвідав конференцію та запропонував, щоб об'єкти ЛРР, зокрема полярної антени діаметром 26 м, встановленої біля сухого озера Голдстоун у пустелі Мохаве, можна використовувати як наземне обладнання для експериментів із таким супутником.

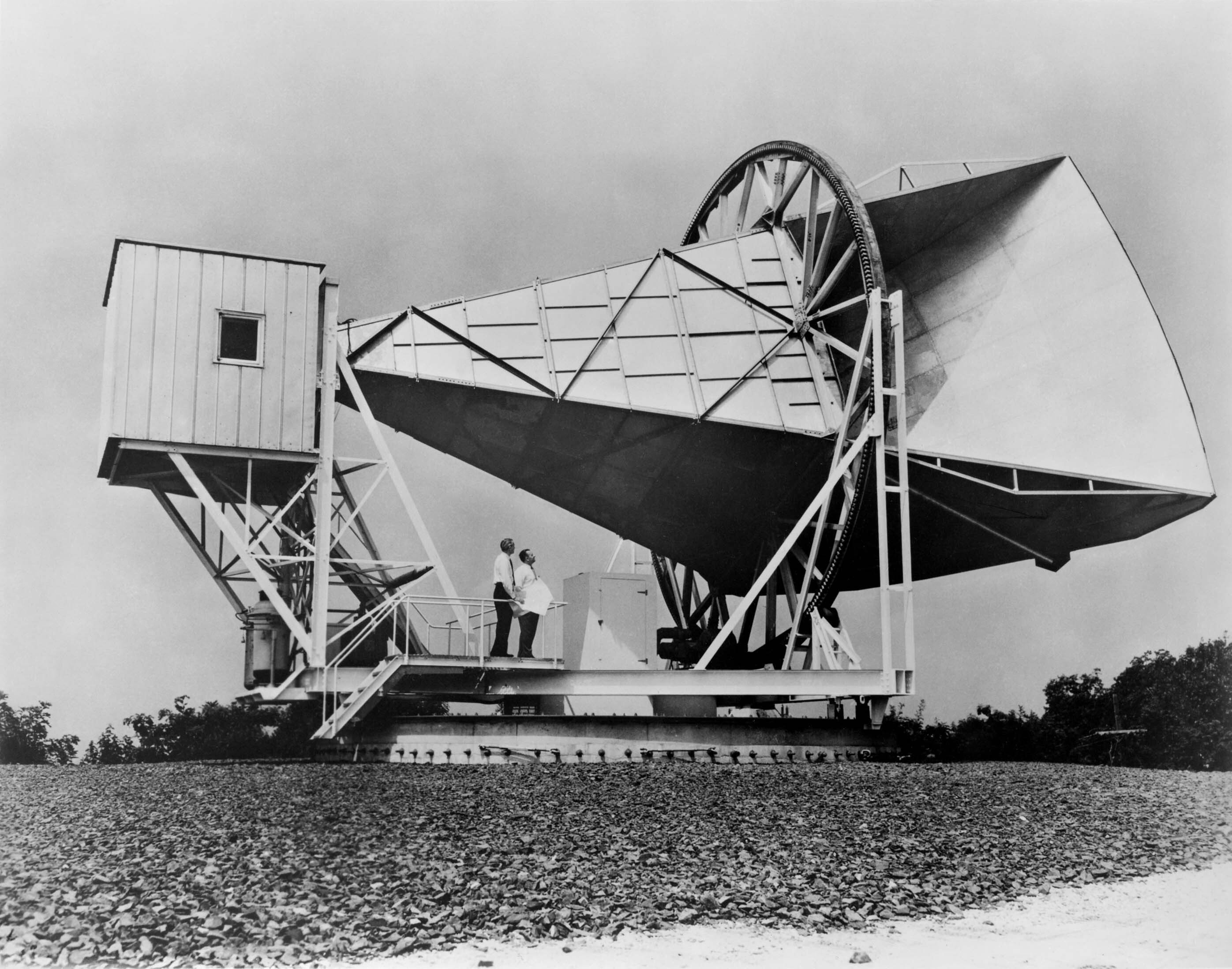
Голмдельська рупорна антена, сконструйована для проєкту Ехо, пізніше використана для виявлення космічного реліктового випромінювання.

У жовтні 1958 року Пірс разом з іншим інженером Белли Рудольфом Компфнером розробив експеримент для спостереження за рефракційними ефектами в атмосфері за допомогою супутників — повітряних куль. Вважаючи, що експеримент просуне дослідження в напрямку трансокеанського зв'язку через супутники, обидва інженери представили на Національному симпозіумі з підвищення радіуса дії та космічного зв'язку 6 і 7 жовтня 1958 року документ, в якому виступали за запуск супутників-балонів, які використовувалися б як пасивні комунікаційні рефлектори.
Того ж місяця було сформовано Національне управління з аеронавтики та дослідження космічного простору (NASA), а через два місяці ЛРР було передано з балансу армії Сполучених Штатів до нового агентства. Проєкт Echo, перший проєкт супутника зв'язку NASA, був офіційно представлений на зустрічі 22 січня 1959 року. Перший запуск призначили на вересень 1959 року.

## Цілі проєкту
Проєкт Ехо був дослідницькою місією для тестування нових технологій і підготовки до майбутніх місій. Інженери космічних польотів використовували Ехо, щоб підтвердити нові ідеї та перевірити обмеження щодо аеродинаміки, форми та розміру супутника, будівельних матеріалів, контролю температури та супутникового відстеження. Echo розробили як експеримент для демонстрації потенціалу супутникового зв'язку, а не для функціонування як глобальної системи зв'язку.
Усі цілі проєкту Ехо були досягнуті. У подальших експериментах супутник використовувався для двосторонньої телефонної розмови 15 серпня 1960 року та для трансляції прямої телевізійної передачі у квітні 1962 року.

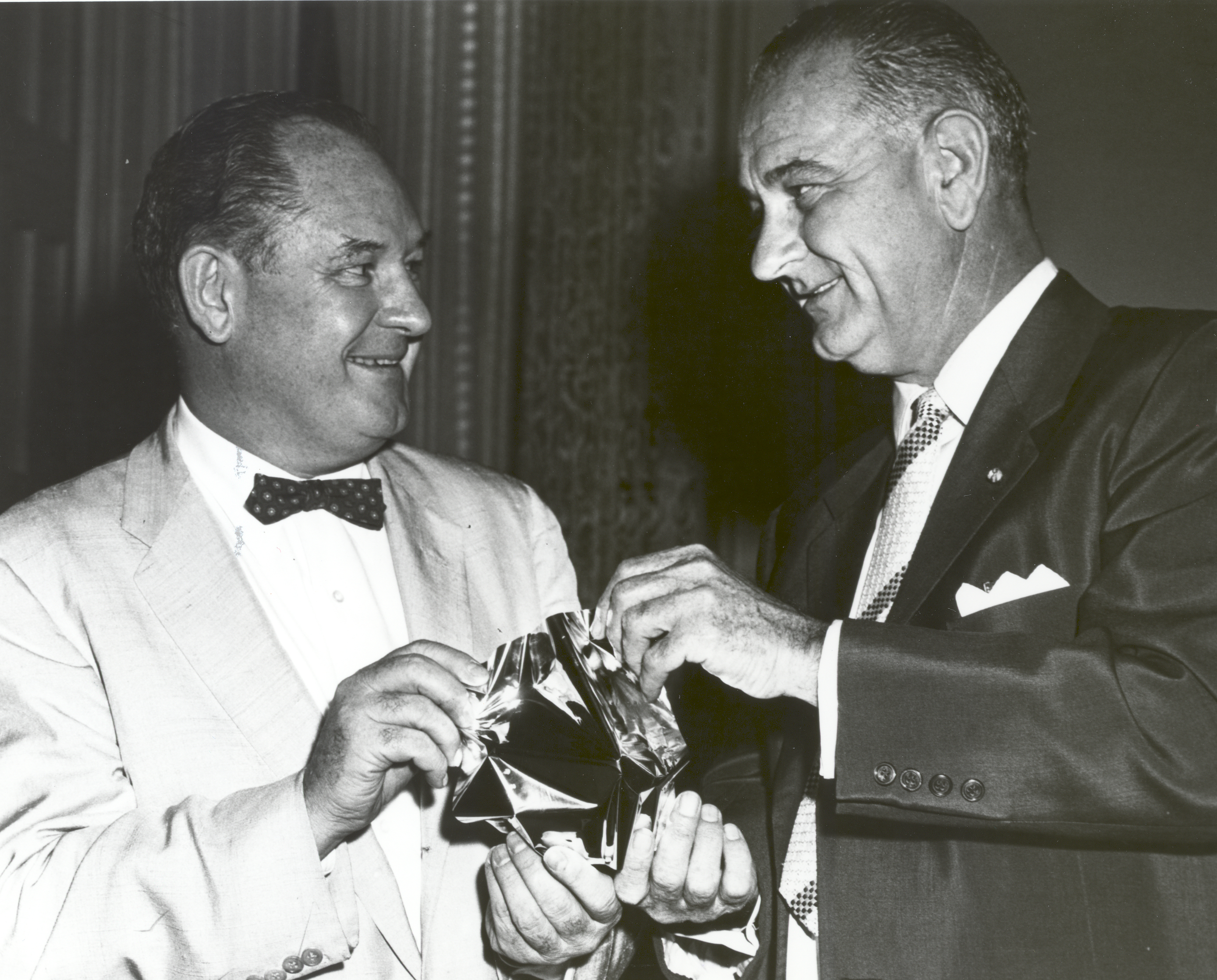
Т. Кіт Ґленнан показує алюмінізовану лавсанову плівку РЛЛ, яка використовується для виготовлення Ехо 1

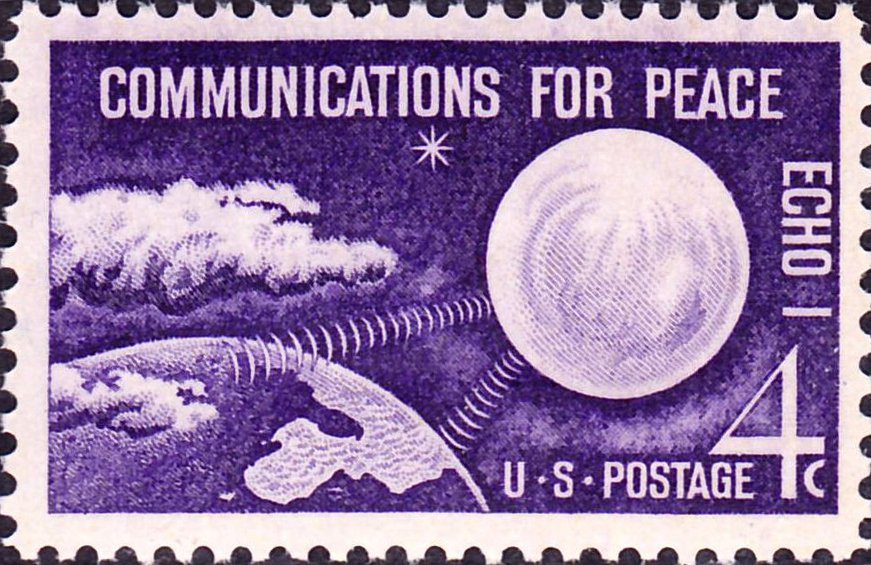
Марка «Ехо 1» — 1960 р. випуску